# Ordre de Saint-Georges (fédération de Russie)
Pour les articles homonymes, voir Ordre de Saint-Georges (homonymie).
L'ordre de Saint-Georges (en russe : Орден Святого Георгия) est une distinction honorifique de la fédération de Russie, pour récompenser les seuls mérites militaires.

## Historique
Historiquement institué par Catherine II, en 1789 pour récompenser officiers et soldats, l'ordre impérial et militaire de Saint-Georges, martyr et victorieux (en russe : Императорский Военный орден Святого Великомученика и Победоносца Георгия) est supprimé par Lénine, en 1918. Il est réinstauré en principe dès 1992 par Boris Eltsine sous le nom d'ordre de Saint-Georges (Орден Святого Георгия), mais ses statuts actuels ne sont ratifiés qu'en 2000.
Il comporte quatre classes et ses couleurs distinctives sont l'orange rayé de trois bandes noires.
Aujourd'hui, c'est l'une des décorations russes les plus prestigieuses. Depuis 2005 et un « plan d'action pour la mémoire » promu par l’agence de presse RIA-Novosti à l'occasion des 60 ans de la victoire de 1945, le ruban à ses couleurs est devenu le symbole de la mémoire de la grande guerre patriotique, c'est-à-dire du rôle de la Russie dans la Seconde Guerre mondiale contre l'Allemagne nazie. Il est arboré, sur les rétroviseurs des voitures, dans les manifestations mémorielles, ou les émissions télévisées comme un symbole prégnant du nationalisme russe des années 2010. La veille du 9 mai, des milliers des rubans sont distribués gratuitement dans les rues de Moscou.
Ces rubans sont également utilisés comme signe de ralliement en Crimée et en Ukraine par les pro-russes en 2014. Les couleurs du ruban leurs valent le surnom de « doryphores » (колорадский жук), du côté des nationalistes ukrainiens.

## Insignes
L’ordre à quatre classes se compose, comme pour l'ordre précédent de trois insignes :
- une croix : il s’agit d’une croix pattée en émail blanc au centre les armes de Moscou saint Georges sur son cheval, terrassant un dragon
- une plaque : il s’agit d’une étoile d’or à quatre pointes, avec le monogramme de saint Georges au centre, entouré de la devise de l’ordre « Pour le courage et le service ». Portée à gauche sur la poitrine par les première et deuxième classes.
- un ruban : orange avec trois rayures noires, appelé communément le « Ruban géorgien ». Il symbolise le feu et la poudre : les « couleurs de la gloire militaire » russe, et on pense qu’elles ont pour origine les couleurs d’origine du blason de l’Empire russe (aigle noir sur champ d’or).

Rubans de rappel, distinctifs des quatre classes dans la fédération de Russie :
- 1re classe
- 2e classe
- 3e classe
- 4e classe